# 聖母安息主教座堂 (瓦爾納)

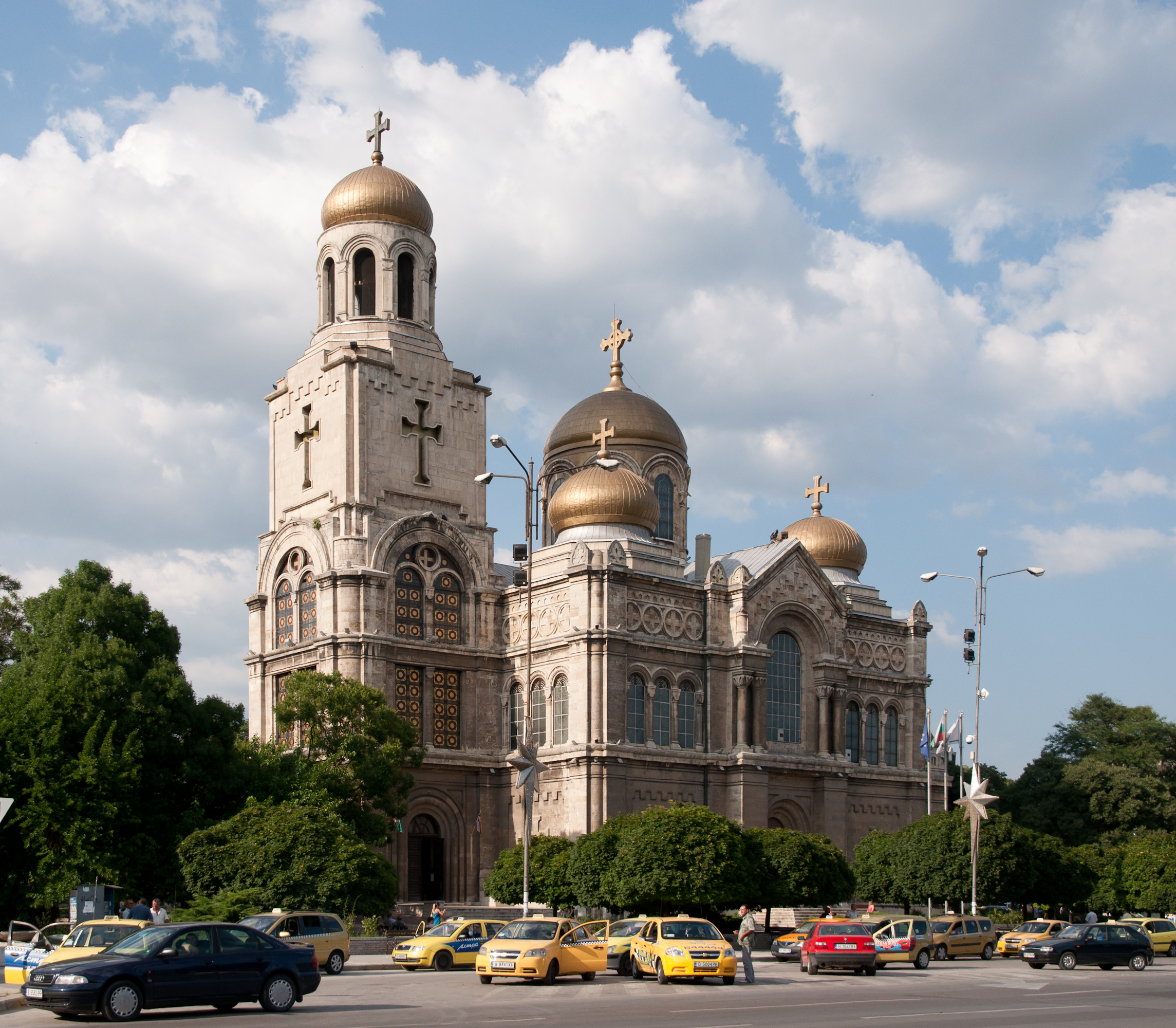
聖母安息主教座堂

聖母安息主教座堂是位於保加利亞城市瓦爾納的一座東正教的教堂。聖母安息主教座堂是瓦爾納規模最大的教堂，開工於1880年，竣工於1886年，是瓦爾納的地標建築。